# Провидения
Провиде́ния — посёлок городского типа в Чукотском автономном округе России, административный центр Провиденского городского округа.

## Этимология
Посёлок был назван по бухте, в свою очередь названной так английским капитаном Томасом Муром в 1848 году.

## Географическое положение
Посёлок Провидения расположен в юго-восточной части Чукотского полуострова, на побережье бухты Провидения Берингова моря. На противоположном берегу бухты находятся посёлок Урелики и аэропорт Бухта Провидения.

## История
После открытия в 1660 году бухты Провидения русской экспедицией Курбата Иванова здесь регулярно стал проводиться промысел и зимовки китобойных и торговых судов. В начале XX века, с началом освоения Северного морского пути, на побережье бухты был организован угольный склад для пополнения запасов топлива кораблей, направляющихся в Арктику; к 1934 году здесь появились первые строения будущего морского порта, который стал градообразующим для посёлка Провидения.
В 1937 году с прибытием каравана судов со стройматериалами силами предприятия «Провиденстрой» началось активное строительство порта и посёлка. В конце 1945 года Камчатский обком ВКП(б) принял постановление о создании «в Чукотском районе рабочего посёлка Провидения на базе населённого пункта Главсевморпути в бухте Провидения».
10 мая 1946 года вышел указ Президиума Верховного Совета РСФСР об образовании посёлка Провидения, который считается официальной датой основания поселения.
Посёлок продолжал быстро застраиваться, этому способствовала передислокация сюда воинских частей. В 1947 году было построено первое общественное здание: столовая.
В соответствии с указом Президиума Верховного Совета РСФСР от 25 апреля 1957 года, Провидения стал посёлком городского типа и центром вновь образованного одноимённого района в составе Чукотского национального округа Магаданской области.
В 1959 году ленинградский проектный институт «Гипроарктика» подготовил план застройки посёлка, учитывая при этом особенности рельефа местности. Посёлок вытянулся узкой полосой вдоль северного побережья бухты, при этом ограниченность площадок для строительства вынудило отстраивать новые дома вверх по склону горы Портовой.
В 1962 году был построен кожевенный завод, через два года — морзверокомбинат.
В 1975 году согласно вновь созданному генеральному плану застройки посёлка, к 2000 году Провидения должен был стать городом с двенадцатитысячным населением, при этом предлагалось переименовать его в Дежнёв, однако социально-экономические потрясения в постсоветское время оставили эти планы нереализованными. В период с 1994 по 2002 гг. в посёлке не велось строительства вообще.

### Городское поселение Провидения

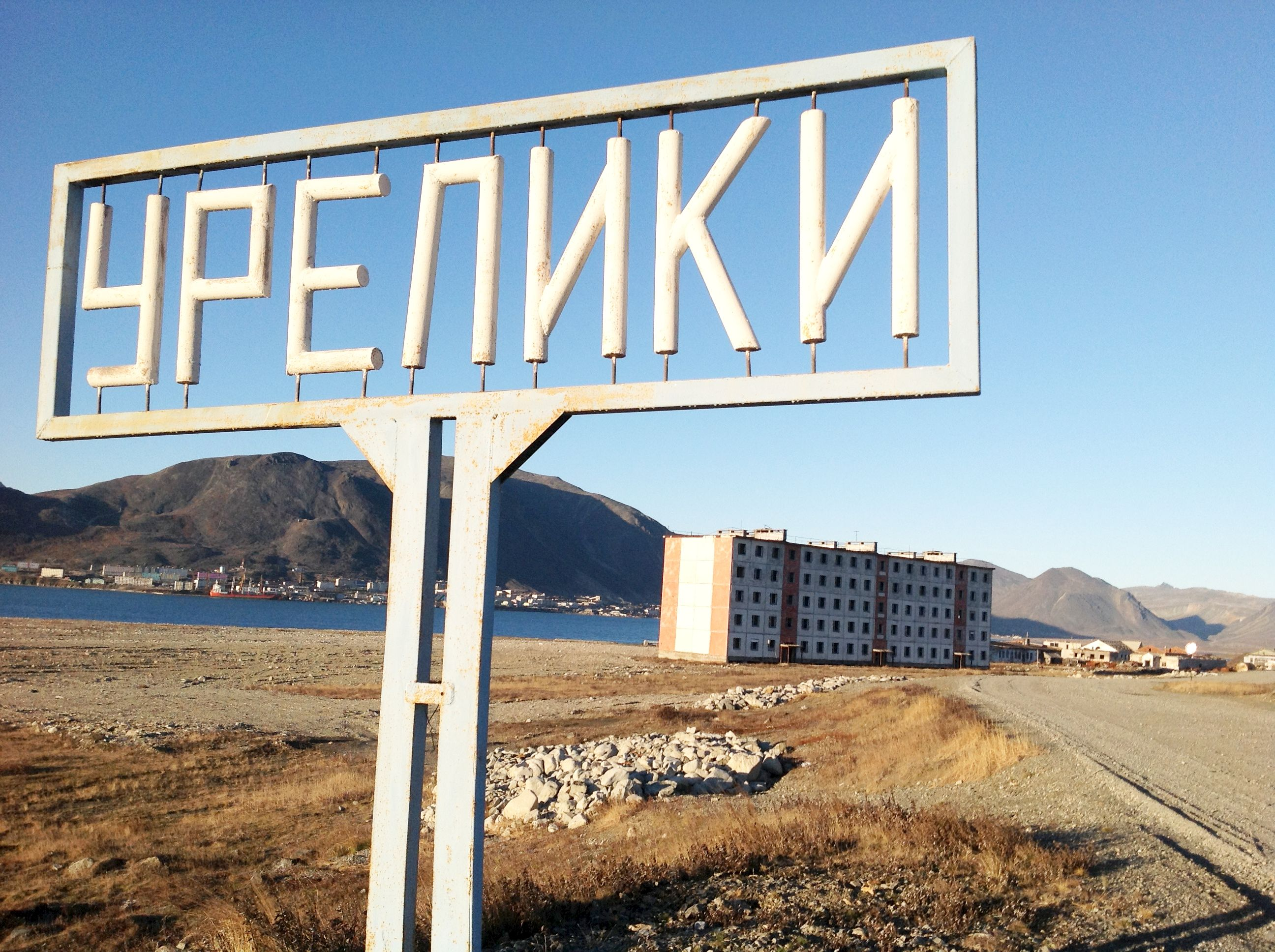
Урелики — заброшенный военный городок

До конца 1980-х в посёлке проживало около 6000 человек, но в 1990-х, в связи с массовым переездом жителей «на материк», произошло административное объединение двух посёлков — Урелики и Провидения.

## Население
| 1959  | 1970  | 1979  | 1989  | 2002  | 2006  | 2009  |
| ----- | ----- | ----- | ----- | ----- | ----- | ----- |
| 4840  | ↗6586 | ↘4643 | ↗5432 | ↘2723 | ↘2719 | ↘2616 |
| 2010  | 2011  | 2012  | 2013  | 2014  | 2015  | 2016  |
| ↘1970 | ↘1967 | ↗2008 | ↘1951 | ↗1993 | ↗2034 | ↗2082 |
| 2017  | 2018  | 2019  | 2020  | 2021  | 2023  | 2024  |
| ↗2109 | ↗2151 | ↗2165 | ↘2091 | ↗2140 | ↗2212 | ↘2193 |

## Образование и культура
Самый северо-восточный музей России — муниципальное бюджетное учреждение «Музей берингийского наследия» (директор Татьяна Михайловна Загребина) имеет в своей экспозиции уникальные предметы древнеэскимосской культуры. Особая гордость музея — большая коллекция произведений известных художников РСФСР, переданных авторами в дар посёлку Провидения.
В 2012 году в Провидения появилась этноплощадка — комплекс из камней и китовых костей, символизирующий природу и животный мир Чукотки, а также рисунки. Здесь установлен километровый столб-указатель с обозначением расстояния от Провидения до чукотских сёл, Москвы, Северного полюса. В дальнейшем собираются установить малые архитектурные формы: скульптуры из гранита, в которых высечены танцующие вороны, евражка, полярная сова.
Памятный знак в честь 250-летия плавания Витуса Беринга к берегам Чукотки был установлен на мысе Лихачева и представляет собой мемориальный комплекс, включающий в себя адмиралтейский якорь, гранитную глыбу с памятной табличкой, световой знак с медным колоколом. Надпись на табличке гласит: «Витусу Берингу и его спутникам в честь 250-летия Первой Камчатской экспедиции 1725—1730 гг. от Дальневосточного Высшего инженерного морского училища им Г. И. Невельского, Географического общества СССР и экипажей яхт „Родина“ и „Россия“. Август 1977».

## СМИ
Местным органом печати является периодичное издание «Полярник», которое выходит как приложение к окружной газете «Крайний Север» (чёрно-белое, формат А3). С 1973 года на приз газеты устраиваются ежегодные соревнования по горнолыжному спорту.

## Религия
В 1997 году основан православный храм во имя святителя Иннокентия, митрополита Московского.

## В кинематографе
- В 1991 году киностудия «Бавария-фильм» из Германии снимала в Провидения фильм «Моржи острова Аракамчечен».
- В 2012 году в Провидения проходили съёмки художественного фильма «Территория» по одноименному роману Олега Куваева. Многие жители посёлка были задействованы в массовых сценах[30].

## Климат
| Показатель                                                              | Янв.  | Фев.  | Март  | Апр.  | Май  | Июнь | Июль | Авг. | Сен. | Окт.  | Нояб. | Дек.  |
| ----------------------------------------------------------------------- | ----- | ----- | ----- | ----- | ---- | ---- | ---- | ---- | ---- | ----- | ----- | ----- |
| Абсолютный максимум, °C                                                 | 3     | 7     | 3     | 6     | 14   | 22   | 23,9 | 22,2 | 19,1 | 8     | 6,1   | 4,4   |
| Средний суточный максимум, °C                                           | −11,1 | −12,1 | −9,1  | −5,1  | 2,4  | 8,1  | 11,9 | 11,2 | 6,9  | 0,4   | −5,6  | −9,6  |
| Средний суточный минимум, °C                                            | −15,5 | −17,5 | −15,6 | −11,6 | −2,2 | 2,5  | 6,2  | 6,1  | 2,4  | −2,9  | −9,2  | −13,7 |
| Абсолютный минимум, °C                                                  | −39,1 | −33,7 | −32,2 | −27,3 | −17  | −4,1 | 1,7  | −1   | −5,6 | −16,8 | −25,7 | −30,4 |
| Норма осадков, мм                                                       | 48    | 36    | 30    | 33    | 30   | 36   | 54   | 81   | 81   | 60    | 75    | 60    |
| Источник: meoweather. www.meoweather.com. Дата обращения: 5 марта 2019. |       |       |       |       |      |      |      |      |      |       |       |       |

|                                           | Янв | Фев | Мар | Апр | Май | Июн | Июл | Авг | Сен | Окт | Ноя | Дек |
| ----------------------------------------- | --- | --- | --- | --- | --- | --- | --- | --- | --- | --- | --- | --- |
| Среднегод. количество дней со снегопадами | 18  | 14  | 14  | 19  | 13  | 2   | 0   | 0   | 3   | 16  | 19  | 19  |
| Среднегод. количество дней с туманами     | 0   | 0   | 0   | 0   | 2   | 8   | 9   | 6   | 1   | 0   | 0   | 0   |

## Транспорт
В Провидения ходит теплоход «Капитан Сотников» по транзитному маршруту Анадырь — Лаврентия.
Ходят рейсовые автобусы по маршрутам Провидения — аэропорт и Провидения — Новое Чаплино по единственной автомобильной дороге (грунтовой) в Провиденском районе. Используются автобусы вахтового типа на шасси «Урал»-4320.

## Памятники и мемориалы

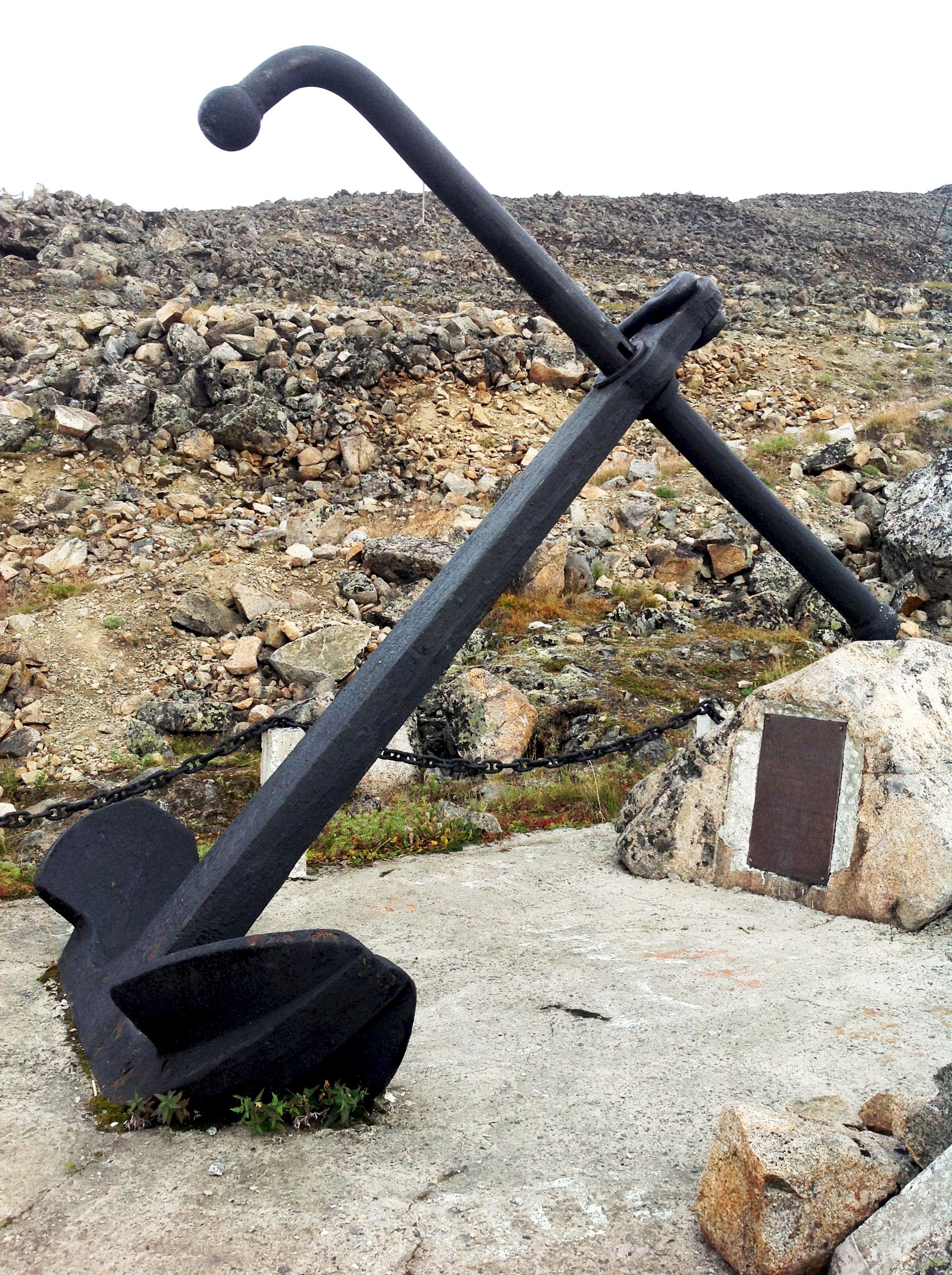
Памятник Витусу Берингу — корабельный якорь

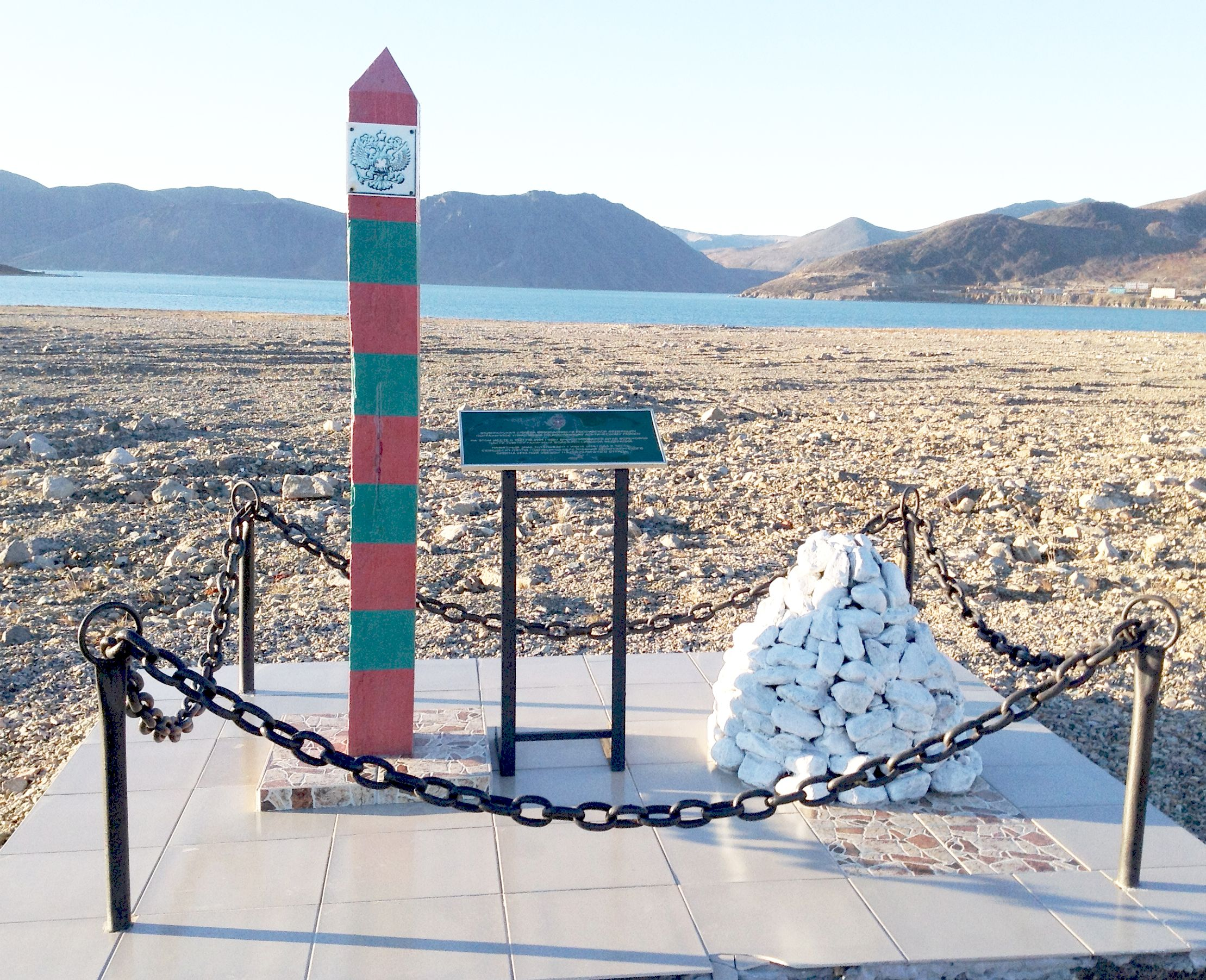
Памятный знак в честь 75-й годовщины образования Кёнигсбергского ордена Красной Звезды 110-го пограничного отряда

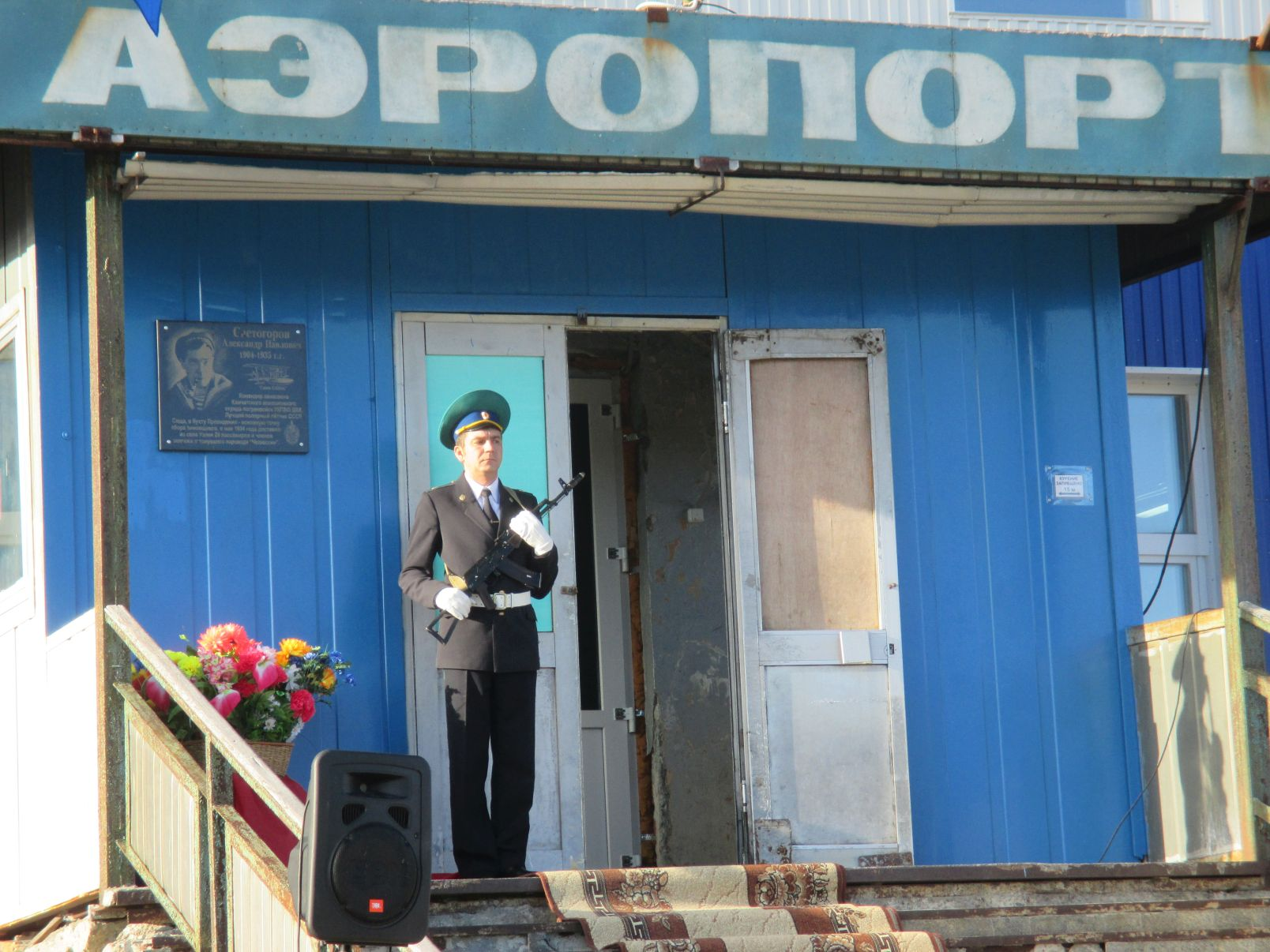
Мемориальная доска летчику Светогорову А. П. в аэропорту Бухта Провидения, Чукотка.

- В 1978 году установлен памятник Витусу Берингу — корабельный якорь. Информационная табличка гласит: «Витусу Берингу и его спутникам в честь 250-летия Первой Камчатской экспедиции 1725-1730 г.г. От Дальневосточного Высшего инженерного морского училища им. Г. И. Невельского, географического общества СССР и экипажей яхт Родина и Россия. Август 1978 г.»[34].
- В 2010 году на 65-летие Победы в Провидения у здания администрации был установлен памятный камень с надписью: «С благодарностью от земляков-провиденцев, ветеранов войны и труда за победу в Великой Отечественной войне 1941—1945».
- В 2016 году на противоположном берегу бухты Эмма, на месте бывшего села Урелики установлен памятный знак в честь 75-й годовщины образования Кёнигсбергского ордена Красной Звезды 110-го пограничного отряда. Текст: «На этом месте с 1941 по 2004 годы дислоцировался штаб войсковой части 2254 пограничный войск Российской Федерации. Федеральная служба безопасности Российской Федерации. Пограничное управление по Восточному Арктическому району».
- 13 октября 2016 года на здании аэропорта Бухта Провидения (с. Урелики) силами Общественного совета по сохранению исторического наследия Дальнего Востока при ВООПИиК (Хабаровск) установлена мемориальная доска участнику спасения челюскинцев летчику Александру Светогорову[35]. В тексте сказано: Сюда, в бухту Провидения — основную точку сбора зимовщиков, в мае 1934 года доставил из села Уэлен 29 пассажиров и членов экипажа затонувшего парохода „Челюскин“